# امپایر (مجله)
امپایر (به انگلیسی: Empire) نام یک مجلهٔ انگلیسی دربارهٔ فیلم‌ها و آثار سینمایی کلاسیک و به روز است که می‌توان گفت بزرگترین و معروف‌ترین مجلهٔ سینمایی جهان هم است که هر ماه منتشر می‌شود. امپایر پر فروش‌ترین مجلهٔ انگلیسی زبان تا به امروز است و حریف بسیار نزدیکی به یکی دیگر از مجله‌های سینمایی معروف بریتانیا به نام توتال فیلم می‌باشد که البته همیشه کمی نسبت به توتال فیلم از نظرات و انتخابهای عامه پسند تری برخوردار بوده‌است.
امپایر همچنین یک مراسم جوایز سالانه دارد که این مراسم با حمایت سونی اریکسون تا کنون برگزار شده‌است.
نکتهٔ دیگر دربارهٔ نشریهٔ امپایر این است که این مجله، پرونده‌ها و فهرست‌های ویژه‌ای منتشر می‌کند و این امر بر روی جلدهای این مجله تأثیر می‌گذارد؛ یعنی ممکن است در یک ماه امپایر بیش از ۹ نوع طرح روی جلد متفاوت داشته باشد.
این امکانات ویژه و منحصربه‌فرد مجلهٔ امپایر، و همچنین نقد نویسی‌های به روز و پیش‌بینی‌ها و حمایت از هر گونهٔ فیلم، خوانندگان مجله را افزایش داده‌اند.

## فهرست‌ها
امپایر هر از چند گاهی، معمولاً هر ۳ سال یکبار یک فهرست از بهترین‌های سینمایی، چه بر اساس اخبار آپدیت شده و چه بر اساس تجدید فیلم‌های کلاسیک منتشر می‌کند.

### فهرست ۲۰۱ فیلم برتر تاریخ سینما
در مارس ۲۰۰۶ امپایر فهرستی با ۲۰۱ عنوان فیلم برتر معرفی کرد. ۱۵ فیلم اول فهرست به شکل زیر چیده شده‌اند.
1. رستگاری از شاوشنک
2. جنگ ستارگان: امپراتوری ضربه می‌زند
3. ارباب حلقه‌ها: باران حلقه
4. جنگ ستارگان: امیدی تازه
5. پدرخوانده
6. داستان عامه پسند
7. ارباب حلقه‌ها: بازگشت پادشاه
8. باشگاه مبارزه
9. رفقای خوب
10. ماتریکس
11. آرواره‌ها
12. مظنونین همیشگی
13. پدرخوانده : قسمت دوم
14. بیگانه
15. سواران صندوق گمشده

### فهرست فیلم‌های برتر درجه بزرگسال
در سال ۲۰۰۷ مجلهٔ امپایر فهرستی از ۵۰ فیلم درجهٔ R برتر تاریخ سینما منتشر کرد که تماشای آن‌ها برای افراد زیر ۱۸ سال توصیه نمی‌شود.
ده فیلم اول فهرست عبارتند از:
1. پدرخوانده
2. داستان عامه پسند
3. بیگانه
4. رفقای خوب
5. کشتار با اره برقی در تگزاس
6. سکوت بره‌ها
7. خوب بد زشت
8. باشگاه مبارزه
9. لبوسکی بزرگ

۱۰- شیطان مرده۲

## ۵۰۰ فیلم برتر تاریخ سینما
در آخرین نظرسنجی مجلهٔ امپایر که در سال ۲۰۰۸ انجام گرفت، ۵۰۰ فیلم برتر تاریخ سینما معرفی شدند که در ۱۰۰ فیلم اول آن دو فیلم از دهه ۲۰۰۰ اتخاب شدند. یکی شوالیهٔ تاریکی (در ردهٔ ۱۵ قرار گرفت و فیلم ۲۰۰۱: یک اودیسه فضایی استنلی کوبریک را به راحتی به عقب راند) و دیگری فیلم درخشش ابدی یک ذهن پاک (که در ردهٔ ۷۵ قرار گرفت)
1. پدرخوانده
2. سواران صندوق گمشده
3. جنگ ستارگان اپیزود پنجم
4. رستگاری از شاوشنک
5. آرواره‌ها
6. رفقای خوب
7. اینک آخرالزمان
8. آواز در باران
9. داستان عامه پسند
10. باشگاه مبارزه

## بهترین‌ها
- مجلهٔ امپایر در سال ۲۰۰۵ استیون اسپیلبرگ را بهترین کارگردان تاریخ سینما معرفی کرد و آلفرد هیچکاک و مارتین اسکورسیزی را در ردهٔ دوم و سوم قرار داد.
- در سال ۲۰۰۴ امپایر، کوین اسپیسی را بهترین بازیگر مرد و نیکول کیدمن را بهترین بازیگر زن زمان زندگی ما معرفی کرد.
- در همان سال (۲۰۰۴) امپایر، بهترین فیلم‌های تاریخ سینما را به ترتیب سگ‌های انباری و سکوت بره‌ها معرفی کرد.